# Szálva
Szálva (románul: Salva) falu Romániában, Beszterce-Naszód megyében. Naszódtól 4 km-re nyugatra, a Szalóca és a Nagy-Szamos találkozásánál fekszik. A Szálva–Alsóvisó–Visóvölgy–Máramarossziget-vasútvonal déli végpontja.

## Története
Szálva nevét 1440-ben említette először oklevél Zalva néven.
1910-ben 1964 lakosából 54 magyar, 35 német és 1873 román volt. Ebből 1872 görögkatolikus, 70 izraelita volt. A trianoni békeszerződés előtt Beszterce-Naszód vármegye Naszódi járásához tartozott.
2005-ig a községhez tartozott Runk falu is, de ekkor önálló községgé alakult.

## Közlekedés
A Bethlentől 22 km-re fekvő kisközség jelentős közlekedési csomópont, a vasútvonal innen ágazik el Máramarossziget és Alsóvisó felé. A vasútvonal és a vele párhuzamos makadámút a Száva-patak völgyében kapaszkodik föl a Lápos-hegy és a Radnai-havasok közötti hágóra.